# Thenaria
Infra-ordre
Les Thenaria sont un infra-ordre d'anémones de mer, de l'ordre des Actiniaria.

## Liste des familles
Selon World Register of Marine Species (11 décembre 2014) :
- super-famille Acontiaria Stephenson, 1935
  - famille Acontiophoridae Carlgren, 1938
  - famille Aiptasiidae Carlgren, 1924
  - famille Aiptasiomorphidae Carlgren, 1949
  - famille Antipodactidae Rodríguez, López-González & Daly, 2009
  - famille Bathyphelliidae Carlgren, 1932
  - famille Diadumenidae Stephenson, 1920
  - famille Haliplanellidae Hand, 1956
  - famille Hormathiidae Carlgren, 1932
  - famille Isophelliidae
  - famille Kadosactidae Riemann-Zürneck, 1991
  - famille Nemanthidae Carlgren, 1940
  - famille Sagartiidae Gosse, 1858
  - famille Sagartiomorphidae Carlgren, 1934
- super-famille Endomyaria Stephenson, 1921
  - famille Actiniidae Rafinesque, 1815
  - famille Actinodendronidae Haddon, 1898
  - famille Aliciidae Duerden, 1895
  - famille Condylanthidae Stephenson, 1922
  - famille Homostichanthidae
  - famille Liponematidae Hertwig, 1882
  - famille Minyadidae Milne Edwards, 1857
  - famille Phymanthidae Andres, 1883
  - famille Stichodactylidae Andres, 1883
  - famille Thalassianthidae Milne Edwards, 1857
- super-famille Mesomyaria Stephenson, 1921
  - famille Actinostolidae Carlgren, 1932
  - famille Exocoelactinidae Carlgren, 1925
  - famille Isanthidae Carlgren, 1938

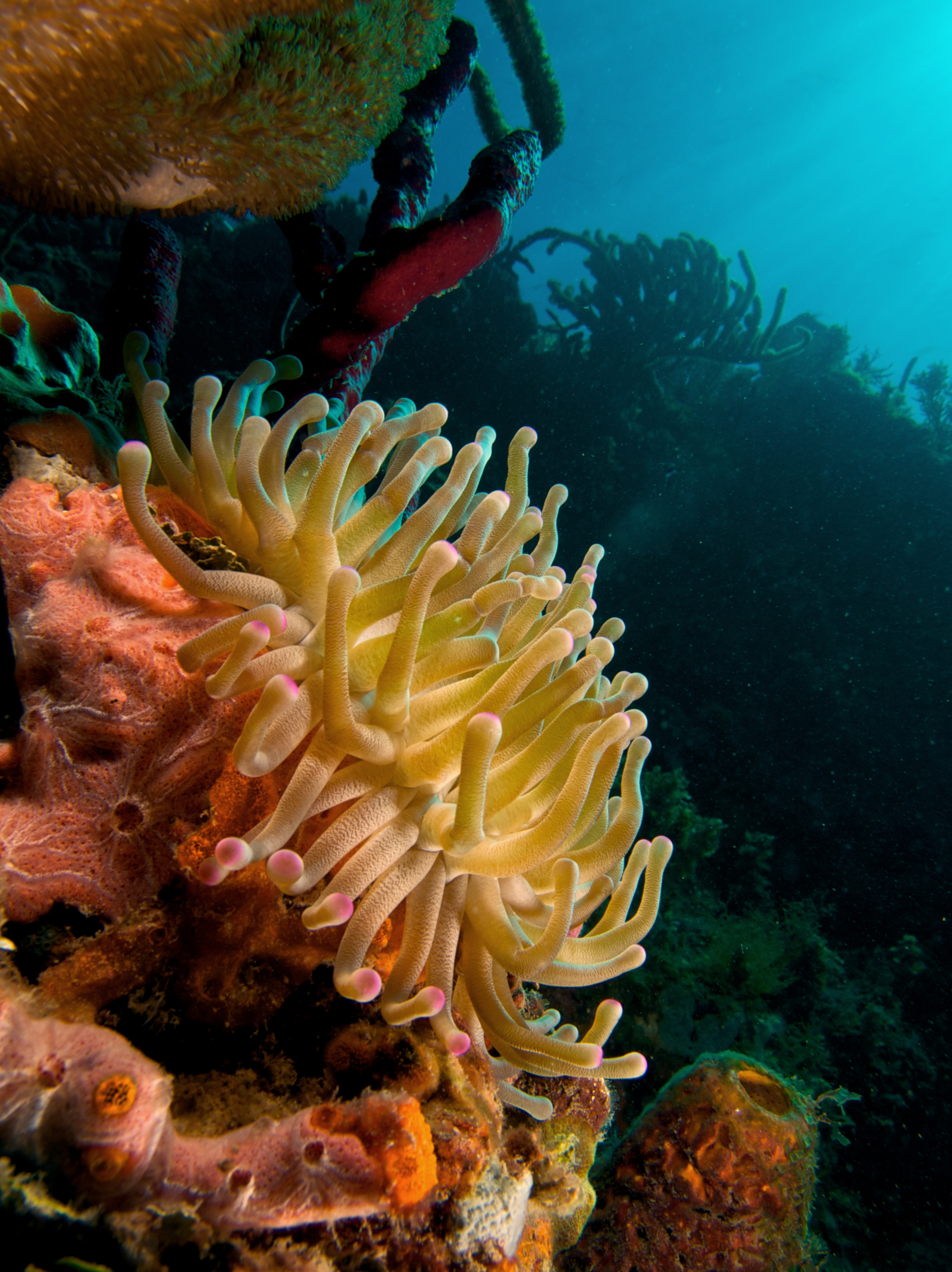
Condylactis gigantea, une Actiniidae
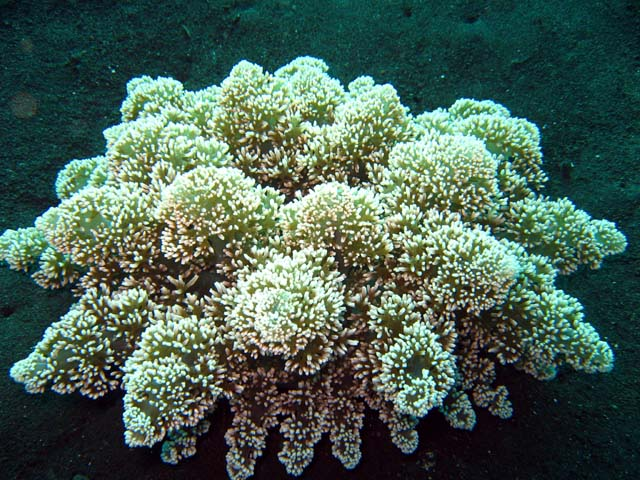
Actinodendron arboreum, une Actinodendronidae
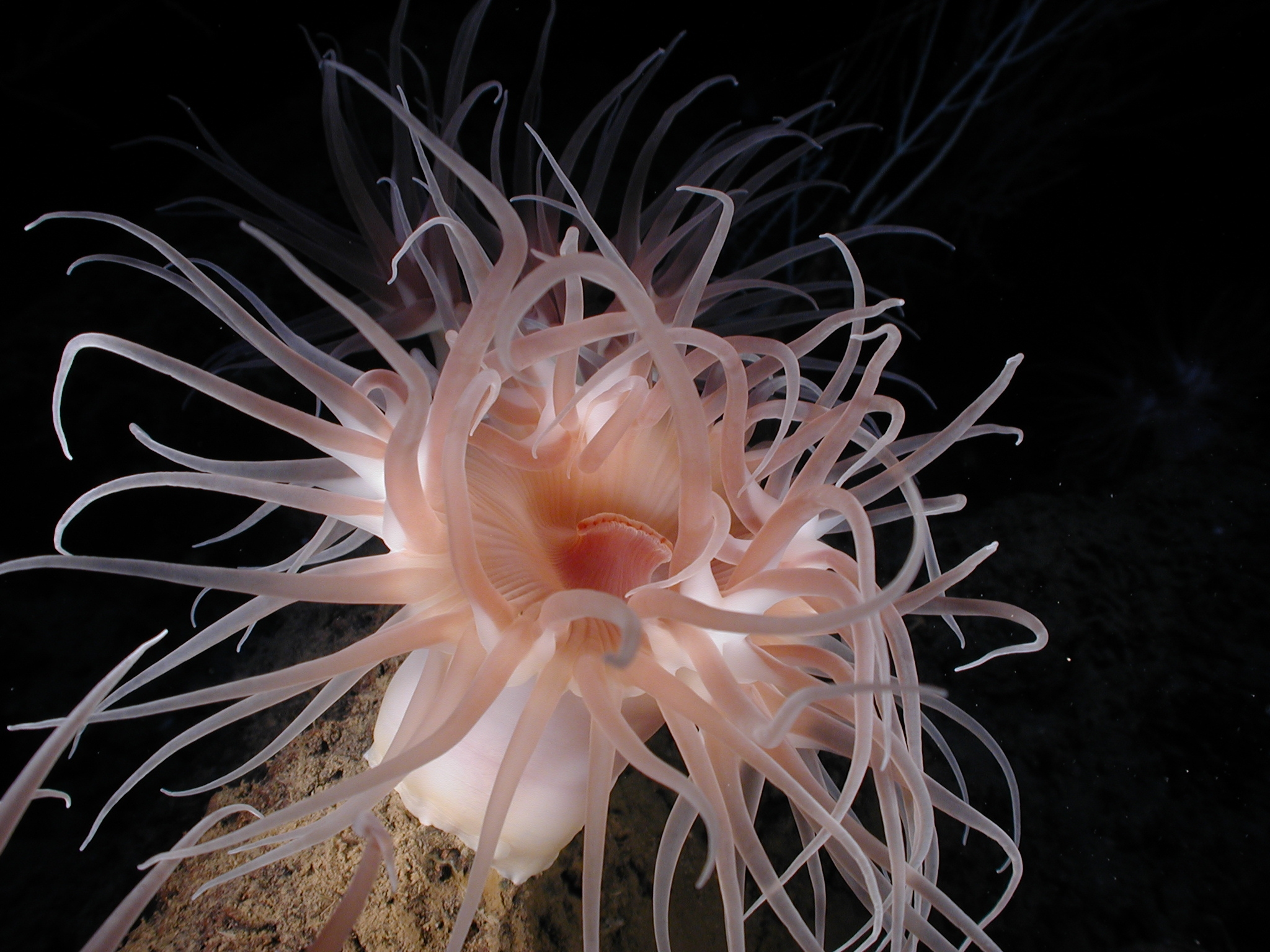
Actinostola sp., une Actinostolidae
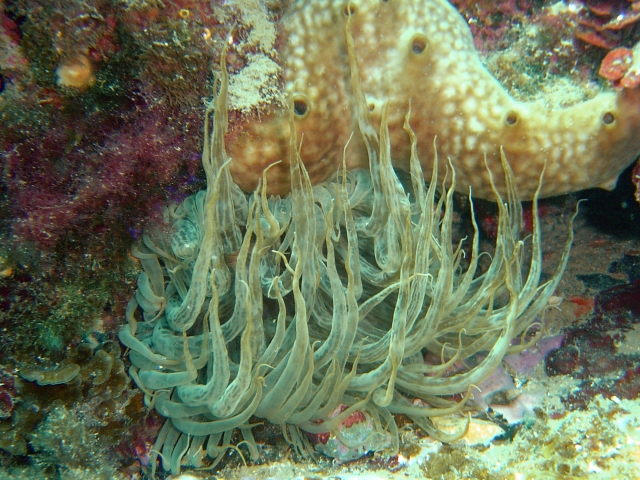
Aiptasia mutabilis, une Aiptasiidae
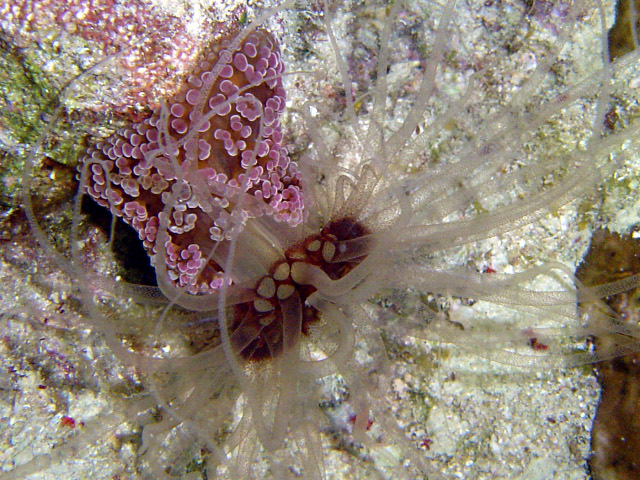
Alicia pretiosa, une Aliciidae
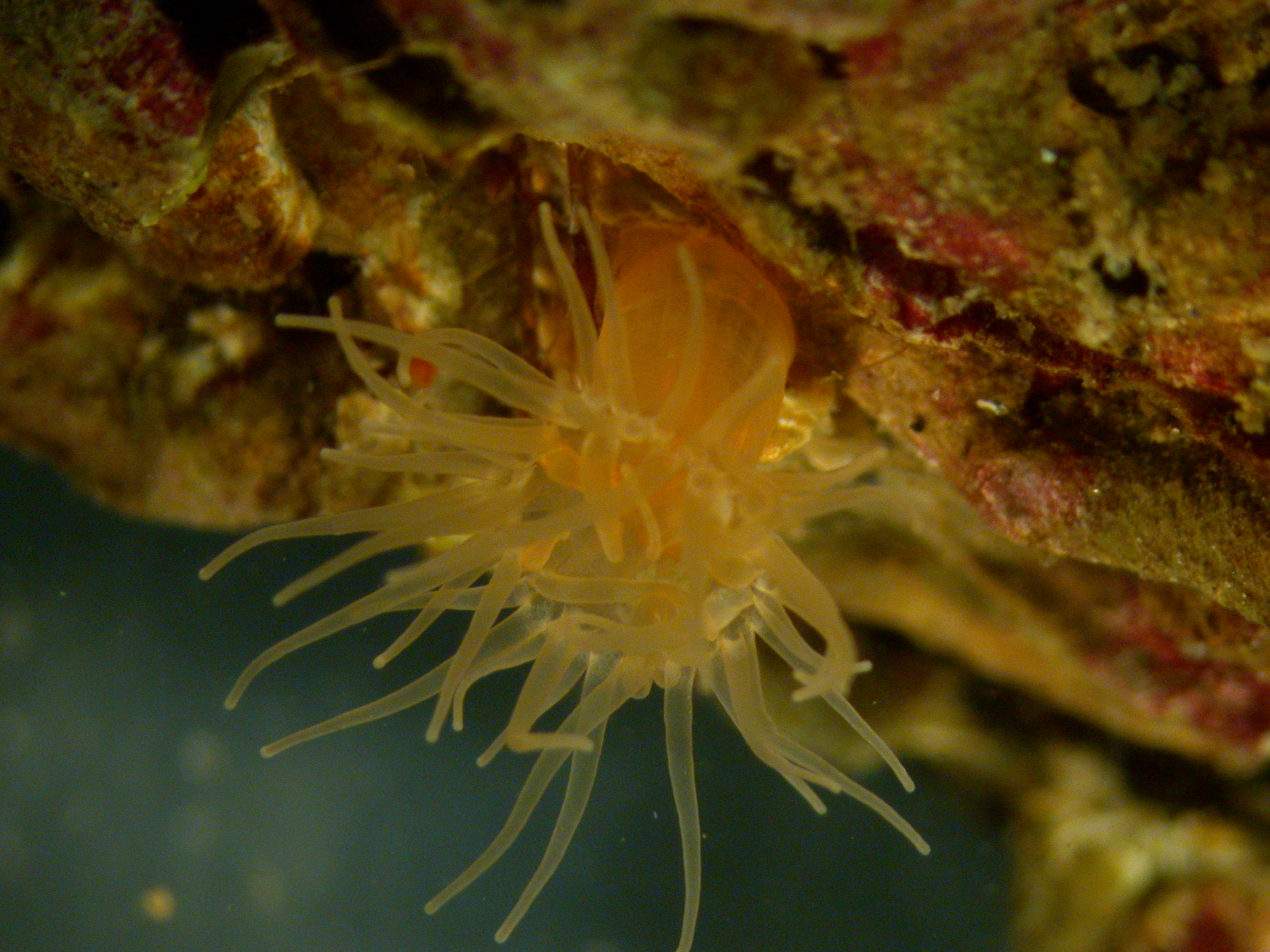
Diadumene cincta, une Diadumenidae
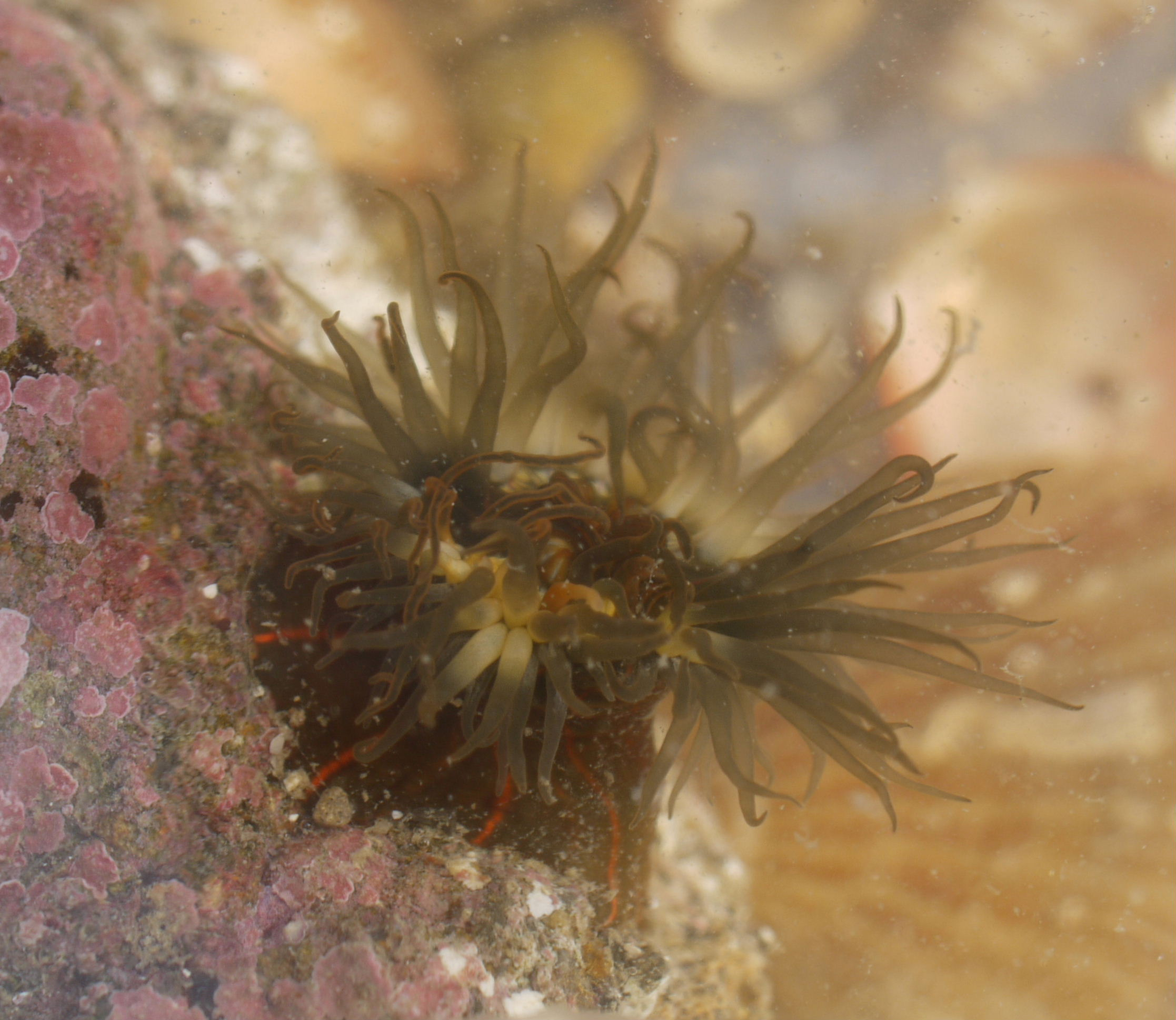
Haliplanella lineata, une Haliplanellidae
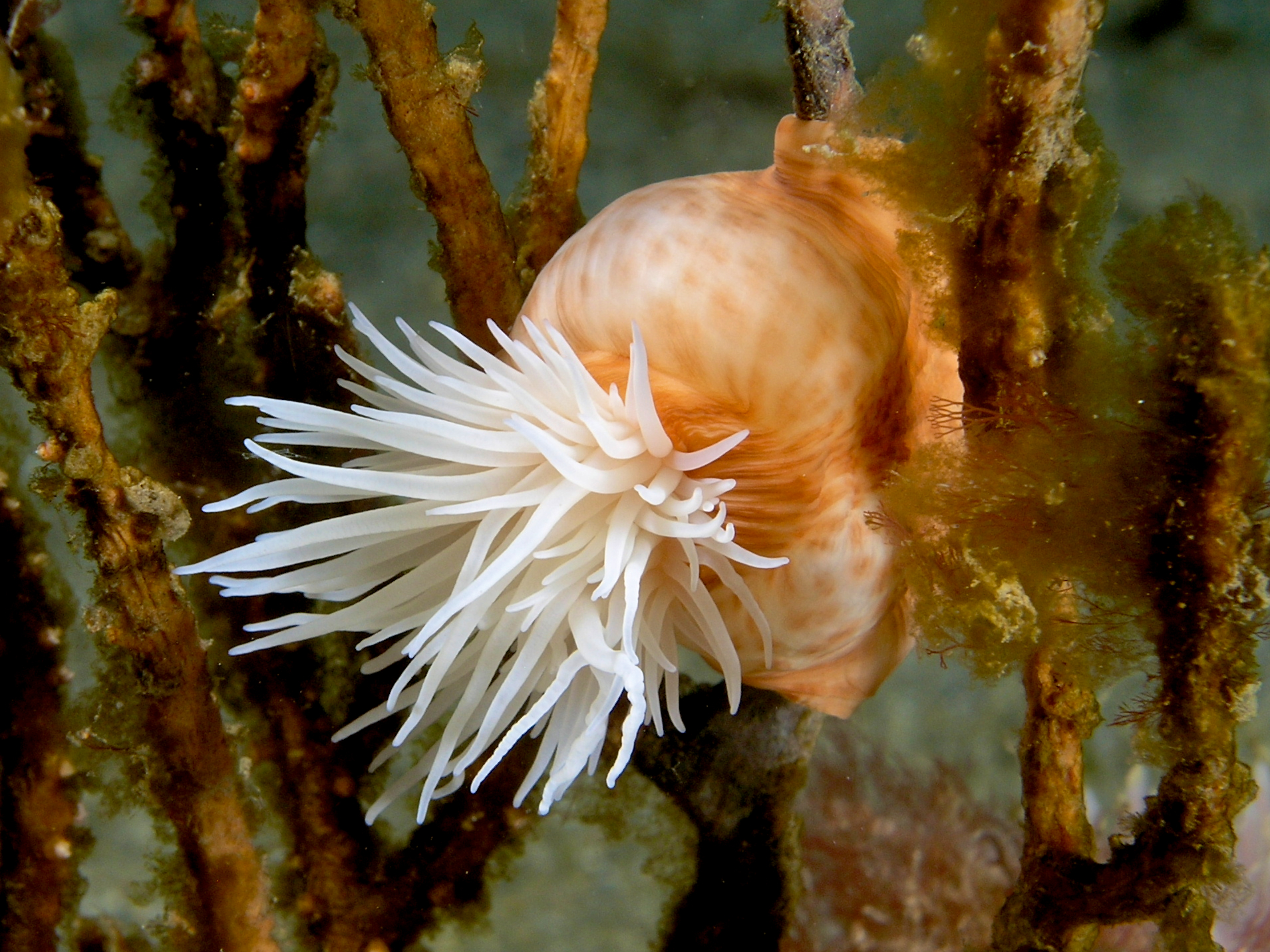
Amphianthus sp., une Hormathiidae
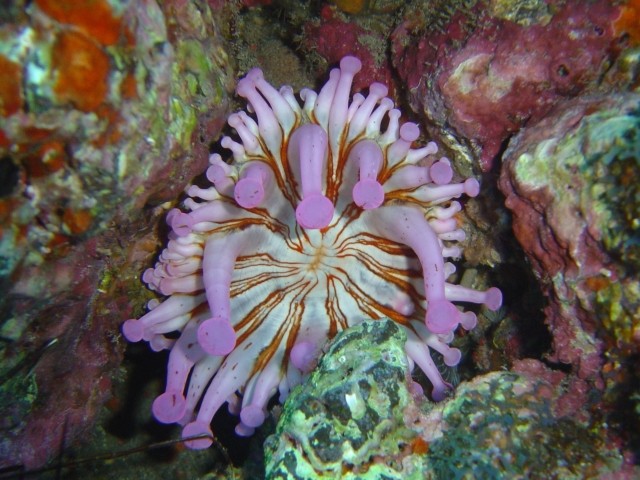
Telmatactis cricoides, une Isophelliidae
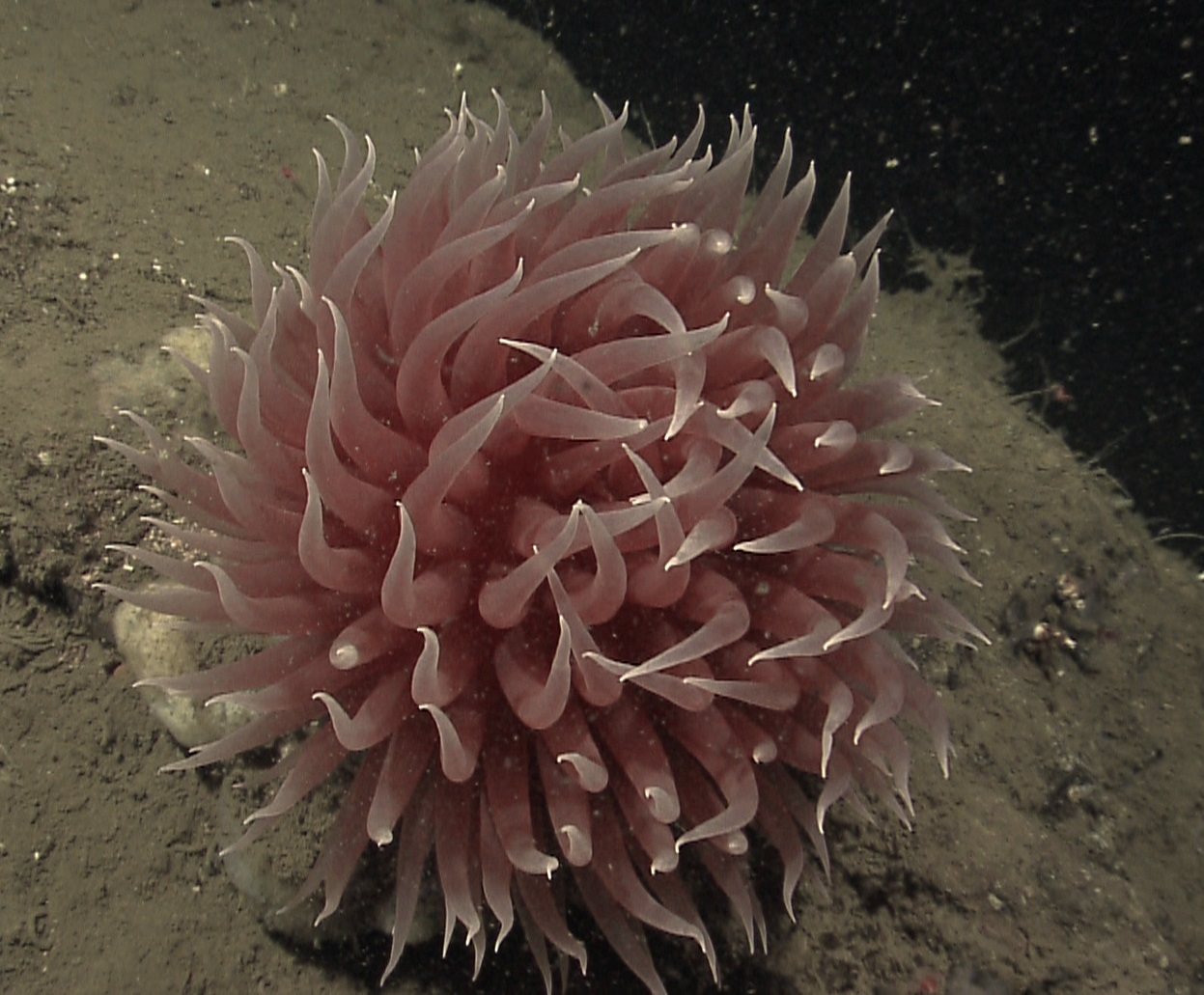
Liponema brevicorne, une Liponematidae
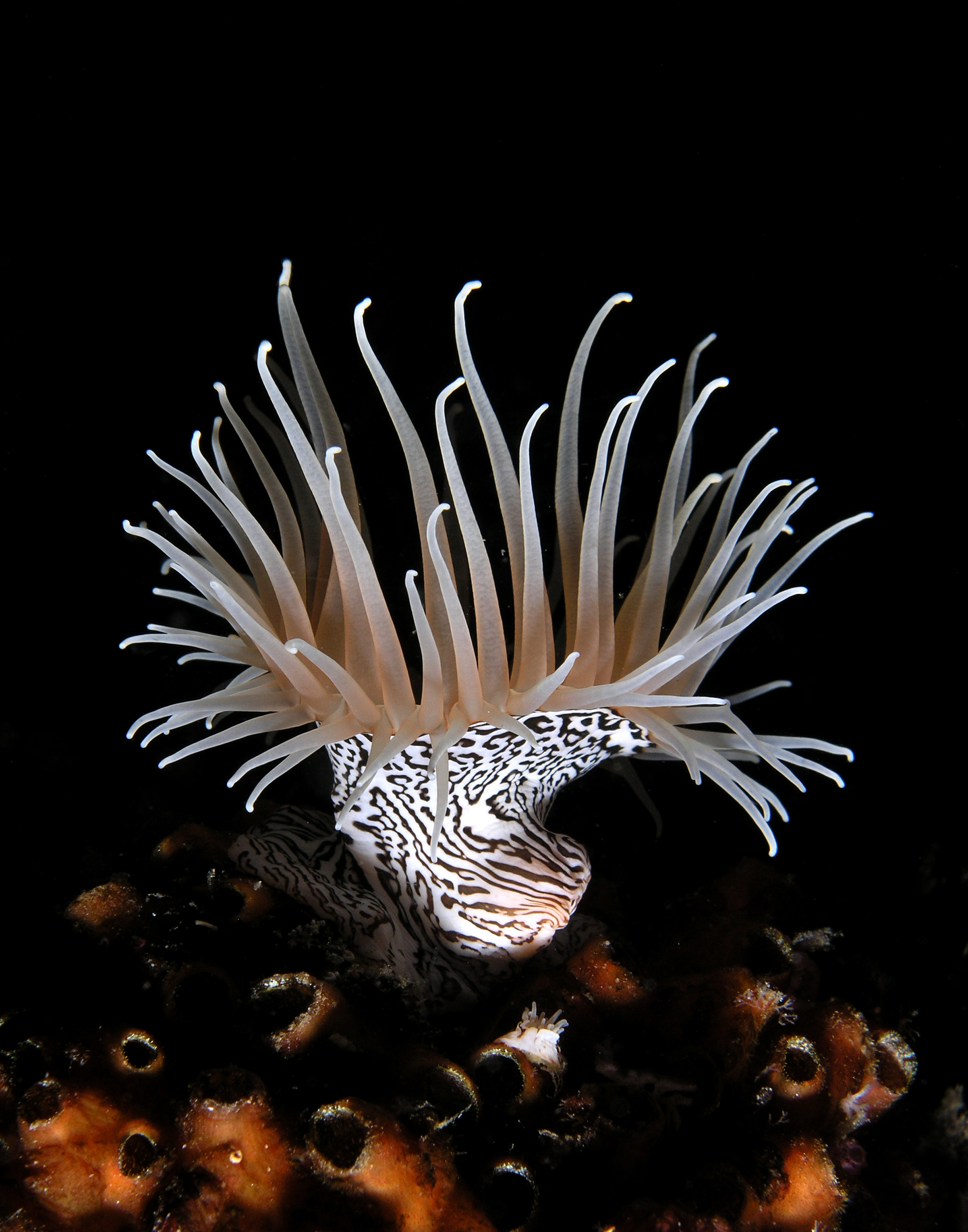
Nemanthus annamensis, une Nemanthidae
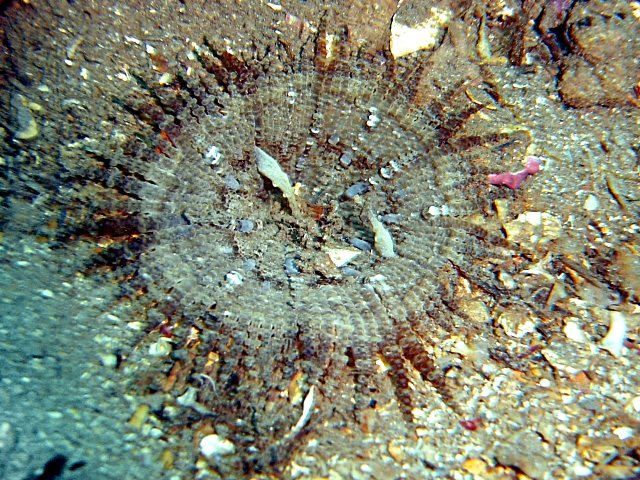
Phymanthus pulcher, une Phymanthidae
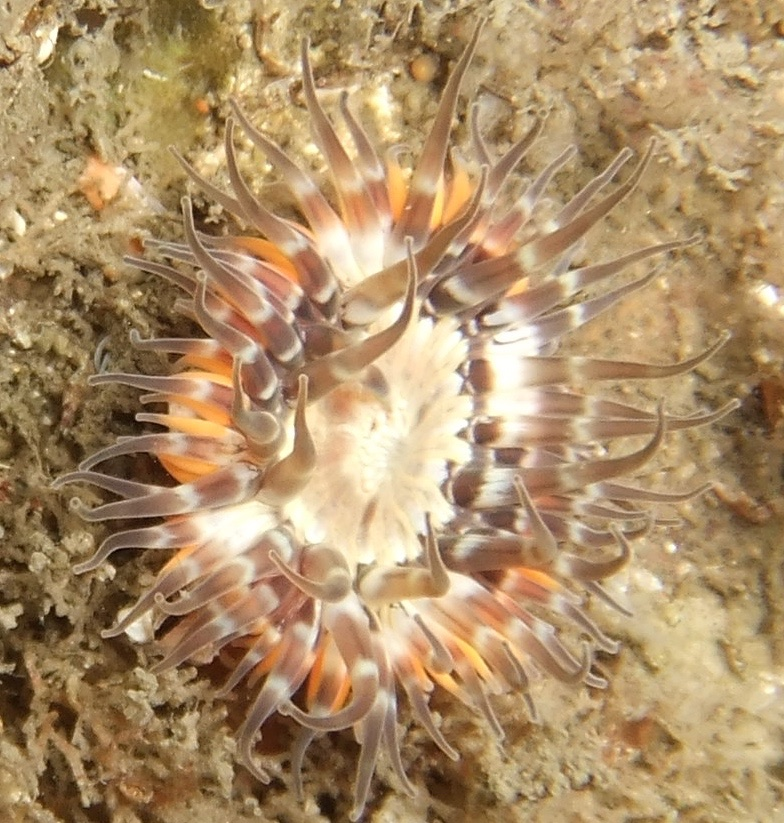
Sagartia elegans, une Sagartiidae
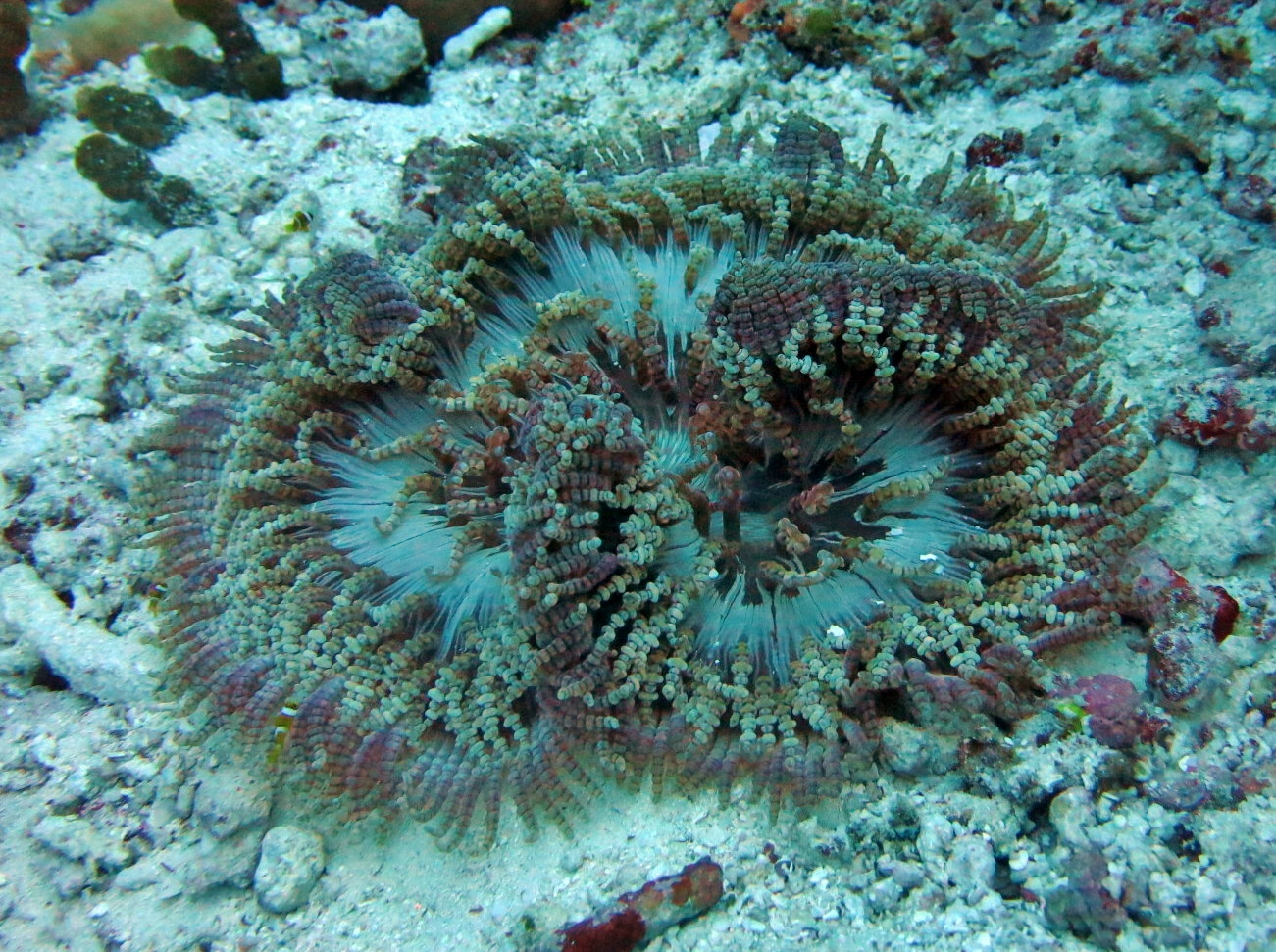
Heteractis aurora, une Stichodactylidae
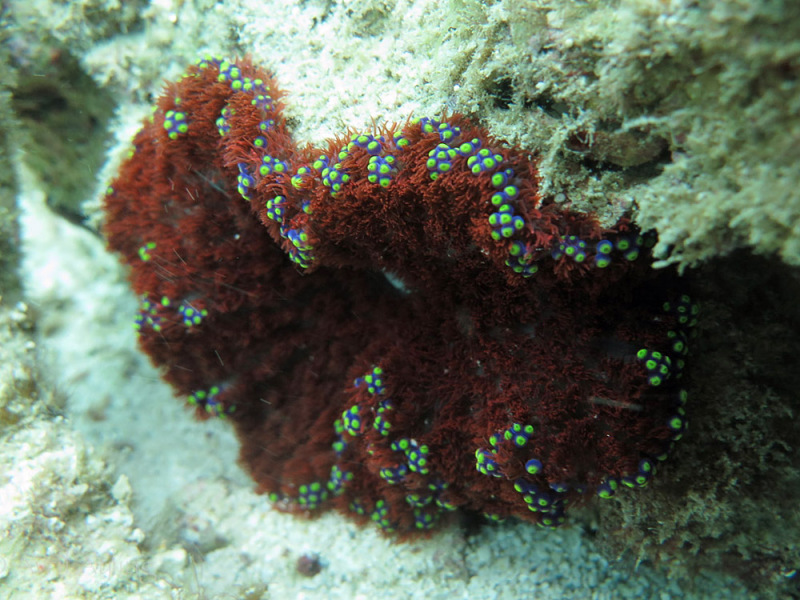
Thalassianthus aster, une Thalassianthidae